# Warstein
Warstein település Németországban, azon belül Észak-Rajna-Vesztfália tartományban. Lakosainak száma 24 464 fő (2023. december 31.). Warstein Anröchte, Rüthen és Bestwig községekkel határos.

## Népesség
A település népességének változása:
| Lakosok száma | 29 232 | 25 407 | 24 898 | 24 842 | 24 325 | 24 647 | 24 464 |
|               | 1975   | 2015   | 2017   | 2019   | 2021   | 2022   | 2023   |